# Kije (gmina)
Pour les articles homonymes, voir Kije.
La gmina de Kije est une commune rurale de la voïvodie de Sainte-Croix et du powiat de Pińczów. Elle s'étend sur 99,26 km2 et comptait 4 624 habitants en 2006. Son siège est le village de Kije qui se situe à environ 9 kilomètres au nord de Pińczów et à 31 kilomètres au sud de Kielce.

## Villages
La gmina de Kije comprend les villages et localités de Borczyn, Czechów, Gartatowice, Gołuchów, Górki, Hajdaszek, Janów, Kije, Kliszów, Kokot, Lipnik, Rębów, Samostrzałów, Stawiany, Umianowice, Wierzbica, Włoszczowice, Wola Żydowska, Wymysłów et Żydówek.

## Gminy voisines
La gmina de Kije est voisine des gminy de Chmielnik, Imielno, Morawica, Pińczów et Sobków.